# Markt Neuhodis
Markt Neuhodis est une commune autrichienne du district d'Oberwart dans le Burgenland.